# StudioGUL
StudioGUL är en av numera få oberoende musikstudior i Sverige. Företaget som heter StudioGUL startades år 2000 och har sedan dess arrangerat större och mindre konserter och sammankomster.
För närvarande gör man inspelningar med bland annat Magnus Johansson och Lill-Babs.